# Pascha

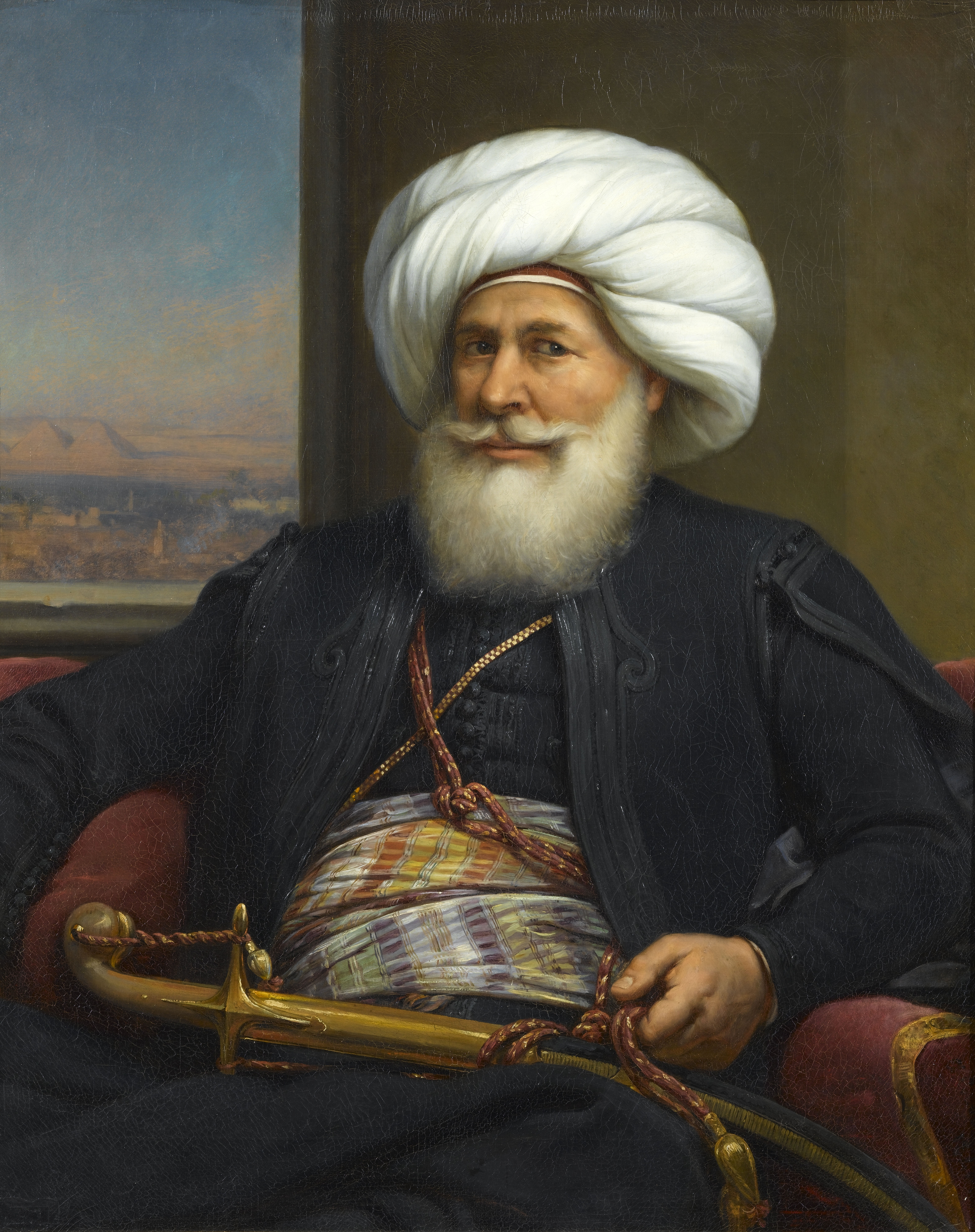
Muhammad Ali Pascha.

Pascha (även pasha och pasja; av turkiska paşa) var en hög militär och civil ämbetstitel i det Osmanska riket.
Titeln användes också av turkiska stammar i Anatolien. I Turkiet avskaffades titeln 1934, medan den levde kvar i Egypten till 1952.
Titeln "pascha" var en adelstitel och den västerländska motsvarigheten i rang var "vicomte", en värdighet mellan svenska friherre och greve. Titeln hade först tre värdigheter. Högsta värdigheten var tre hästsvansar i baneret och innehades normalt av generaler, amiraler och guvernörer över större eyalet (provinser). Två hästsvansar korresponderade mot generalmajorer (divisionschefer), vice amiraler och guvernörer. En hästsvans motsvarade brigadgeneraler och konteramiraler samt guvernörer över mindre provinser. Senare byttes dessa grader ut mot de rent militära liva, "generalmajor", ferik, "generallöjtnant", och muschir, "general" (ibland även återgivet med "marskalk"). I internationella sammanhang tillades ofta  "excellens" till personen som bar titeln.  Ett adelskap förlänades, liksom i Västeuropa, personligen av statschefen (sultanen) genom ett adelsbrev (firman), med sultanens sigill i guld (tughra). I adelsbrevet stipulerades vad som gällde för titeln, den kunde både vara ärftlig, som exempelvis i Ali Paschas upphöjning till pascha av Egypten, eller vara personlig. Adelstitlar och hederstitlar bars alltid tillsammans med namnet som i Västeuropa men med skillnaden att titeln bars som tillnamn till skillnad från västerländsk praxis där titlar bars före namnet. Till skillnad från västerländsk praxis gav de osmanska titlarna ej rang eller titel till innehavarens hustru. Det land som styrdes av en pascha kallas stundom ett paschalikat (efter turkiskans paşalık). Ordet paşa härleds antingen till det turkiska ordet för huvud eller hövding, baş, eller till padishah (från persiskans pādschāh).
Titeln pascha tillkom genom ämbetet vesirer, ministrar, guvernörer över provinser och större städer, sultanens måg samt några andra av de högsta ämbetsmännen. Den kunde dessutom förlänas av sultanen åt vilken man som helst som utmärkt sig i rikets tjänst och som redan innehade den lägre graden bej. Sålunda erhöll även flera européer denna titel, då de någon tid varit i osmansk tjänst (general Charles George Gordon, orientalisten Brugsch, de tyska militärinstruktörerna von der Goltz och Liman von Sanders, med flera).

## Lista över framstående paschor

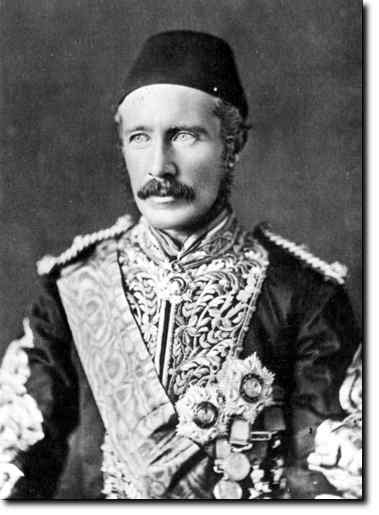
Gordon Pasha

- Familjen Abaza - egyptiska paschor och bejer
- Abbas I av Egypten
- Abbas II av Egypten
- Ahmed Pascha (Claude Alexandre de Bonneval)
- Ali Pasha[vem?] — politiker
- Arabi Pascha
- Baker Pascha (Valentine Baker)
- Barbarossa Khair ed-Din Pasha
- Cigalazade Yusuf Sinan Pasha
- Djemal Pascha
- Emin Pascha
- Enver Pascha
- Ernst von Düring-Pascha
- Essad Pascha Toptani
- Fakhri Pasha
- Fuad Pasha
- Glubb Pasha (John Bagot Glubb)
- Gordon Pasha
- Hagop Kazazian Pasha
- Hobart Pasha
- Hussein Refki Pasha
- Ibrahim Pascha
- İsmet Pasha (İsmet İnönü)
- Jafar al-Askari
- Jean Karadja Pascha - osmansk diplomat bl.a. stationerad i Stockholm under 1800-talet
- Judar Pasha - marockansk general
- Kara Mustafa Pasha
- Kazazian Pasha
- Kilic Ali Pasha
- Flera medlemmar av familjen Köprülü, då speciellt Kara Mustafa Pasha
- Lala Kara Mustafa Pasha
- Liman von Sanders Pasha
- Mahmud Dramali Pasha — osmansk general
- Mehmed Pasha Sokolović
- Melling Pasha
- Midhat Pasha
- Müezzinzade Ali Pasha — osmansk amiral
- Muhammad Ali Pasha — vicekung av Egypten
- Mustafa Kemal Pasha, mer känd som Mustafa Kemal Atatürk, grundare av post-osmanska Turkiska republiken
- Mustafa Reshid Pasha
- Nubar Pascha
- Osman Pascha
- Piyale Pasha
- Riyad Pasha — egyptisk politiker
- Said Pascha
- Sinan Pasha
- Stone Pasha
- Sulejman Pasha
- Sultan al-Atrash
- Talaat Pascha
- Tewfik Pasha
- Turhan Pasha Përmeti
- Tusun Pascha
- Urabi Pasha
- Wehib Pasha
- Woods Pasha
- Youssef Wahba Pasha — egyptisk premiärminister
- Yusuf Karamanli — pascha av Tripoli